# 土器手司
土器手司（1960年2月6日—），日本資深男性動畫師。出身於鹿兒島縣指宿市。代表作是擔任人物設定的《搞怪拍檔》系列。

## 來歷
國際動畫學院接受動畫製作學習之後，以動畫工作室Studio LQQK員工身份，參加1981年由大型動畫公司東映動畫製作的電視動畫《新竹取物語 千年女王》負責動畫一職，從此在動畫業界出道。1984年，土器手在EIKEN製作的電視動畫《宇宙防衛隊PJ》第一次擔任原畫。並以原畫一職持續參加過《我是妙殿下！》、《忍者哈特利》、《飛屋大冒險》、《SPACE COBRA》等許多電視動畫。尤其《忍者哈特利》是土器手參加有1年時間的作品，因此該作品還邀請負責特別角色設定。
1983年，開始參加國際電影社作品《亞空大作戰斯蘭格爾》、《奈奈子SOS》、《超攻速加爾比昂》的動畫製作。並在《亞空大作戰斯蘭格爾》第一次（第10話）擔任作畫監督、及《超攻速加爾比昂》擔任片頭曲動畫的原畫，之後才轉為自由身。
在那之後，土器手以日昇動畫（日本日昇動畫時期）自家原創機器人電視動畫《巨神GORG》、因擔任作畫監督工作開始在動畫業界活躍。此時，該動畫的導演安彥良和對自己原作作品的作畫檢查有相當嚴厲的要求，但是到了後期，土器手的實力得到安彥的認同，因此成為唯一讓安彥值得信任、讓他可以自己發揮的作畫監督。不僅如此，由〈Sonarama文庫〉出版的小說版《巨神GORG》插圖仍由土器手擔任。
在《巨神GORG》製作時期已經與日昇動畫已經建立了緊密的關係。之後小說《搞怪拍檔》決定製作電視動畫時，在製作人吉井孝幸的請求之下，與安彥2人互換小說版與動畫版負責的工作，安彥負責小說版搞怪拍檔的插圖，而土器手則負責動畫版的人物設定工作。此作也讓土器手在業界得到拔擢，不僅如此，他還參加過《福星小子》作畫監督的工作。並獲得當代動畫情報雜誌《Animage》的邀請負責雜誌封面插圖的繪製。1985年，土器手與製作《搞怪拍檔》時期交情不錯的2位同行，一起成立團體「集團」至今。

## 主要參加作品

### 電視動畫
- 新竹取物語 千年女王（1981年，動畫）
- 忍者哈特利（1981年，原畫）
- 福星小子（1981年，作畫監督）
- 飛屋大冒險（日语：トンデラハウスの大冒険）（1982年，原畫）
- 我是妙殿下！（日语：パタリロ!）（1982年，原畫）
- 旺旺三劍客（日语：ワンワン三銃士）（1982年，原畫）
- SPACE COBRA（1982年，原畫）
- 亞空大作戰斯蘭格爾（1983年，作畫監督）
- 奈奈子SOS（日语：ななこSOS）（1983年，作畫監督）
- 無敵三四郎（1983年，原畫）
- 青少棒揚威記 (電視動畫版)（日语：キャプテン (漫画)）（1983年，原畫）
- 宇宙防衛隊PJ（日语：銀河パトロールPJ）（1984年，原畫）
- 超攻速加爾比昂（日语：超攻速ガルビオン）（1984年，OP原畫）
- 巨神GORG（1984年，作畫監督）
- 搞怪拍檔（1985年，人物設定、作畫監督）
- 相聚一刻（1986年，作畫監督）
- 妙手小廚師（1987年，作畫監督）
- 機動警察（1989年，作畫監督）
- 元氣小子（1992年，原畫）
- 熱血最強（1993年，DN作畫）
- 無責任艦長（1993年，作畫監督）
- 霸王大系龍騎士（1994年，分鏡、演出）
- 新機動戰記鋼彈W（1995年，演出、作畫監督）
- 機動神腦（1998年，分鏡）
- 餓沙羅鬼（1998年，ED分鏡&演出&作畫監督）
- 快傑蒸汽偵探團 TV ANIMATION SERIES（1998年，演出）
- 超速搖搖（1998年，演出）
- ∀鋼彈（1999年，機械設定協力、作畫監督、後期ED）
- 天使不設防！（1999年，分鏡）
- 犬夜叉（2000年，OP原畫）
- FIRESTORM（日语：FIRESTORM (アニメ)）（2003年，分鏡）
- 黑神 The Animation（2009年，作畫監督）
- 夏色奇蹟（2012年，原畫）
- Classica Loid（2016年，原畫）

### OVA
- 搞怪拍檔 諾蘭蒂亞之謎（1985年，人物設定、作畫監督）
- （1985年，原畫）
- 幻夢戰記蕾達（1985年，原畫）
- 搞怪拍檔 OVA系列（1987年，人物設定、作畫監督、分鏡）
- 風與木之詩（1987年，原畫）
- 搞怪拍檔 謀略的005便（1990年，人物設定、作畫監督）
- 機動警察 後期OVA系列（1992年，分鏡、作畫監督）
- 絕對無敵雷神王（1992年，機械作畫監督）
- 人魚之傷（1993年，原畫）
- 搞怪拍檔 FLASH（1994年，分鏡、演出）
- 霸王大系龍騎士 亞迪傳說終結篇（1996年，導演）
- 宇宙世紀余話（1996年，原畫）
- 福星小子 障害物游泳大會（日语：うる星やつら ザ・障害物水泳大会）（2008年，總作畫監督）※高橋留美子展（原畫展）上映OVA。
- 機動戰士鋼彈UC（2010年，原畫）
- 宇宙浪子（2014年，圖畫劇場分鏡&作畫監督）
- 機動戰士鋼彈 THE ORIGIN（2015年，原畫）

### 電影動畫
- 忍者哈特利：忍忍故鄉與大作戰之卷（1983年，原畫）
- 福星小子3：情侶樂天派（日语：うる星やつら3 リメンバー・マイ・ラブ）（1985年，作畫監督）
- 福星小子4：鬼姬傳說（日语：うる星やつら4 ラム•ザ•フォーエバー）（1986年，作畫監督）
- 劇場版 ProjectA子（1986年，原畫）
- （1986年，原畫）
- 劇場版 搞怪拍檔（1987年，人物設定、作畫監督）
- 金星戰記（日语：ヴイナス戦記）（1989年，原畫）
- 女戰士艾菲菈&吉里鷗菈 古德的紋章（日语：女戦士エフェラ&ジリオラ#女戦士エフェ&ジーラ グーデの紋章）（1990年，人物設定）
- 機動警察2 the Movie（1993年，原畫）
- SD鋼彈外傳 聖機兵物語（1993年，分鏡、演出）
- Macross Plus MOVIE EDITION（1995年，原畫）
- 新機動戰記鋼彈W Endless Waltz 特別篇（1998年，原畫）
- ∀鋼彈 地球光（2002年，作畫監督）
- 哥吉拉 最後戰役（2004年，間隔動畫）
- 犬夜叉：紅蓮的蓬萊島（2004年，原畫）
- 機動戰士Z鋼彈：A New Translation -星之繼承者-（2005年，原畫）
- 機動戰士Z鋼彈II：A New Translation -戀人們-（2005年，原畫）

### 遊戲
- 安潔拉 ～惡魔的福音～（日语：アンジェラス 〜悪魔の福音〜）（艾尼克斯 1988年，人物設定）
- 鬥神傳S（日语：闘神伝）（TAKARA 1995年，列傳模式的全身插圖原畫）
- 麻雀2（1996年，人物設定）
- 機動戰士鋼彈外傳 THE BLUE DESTINY（1996年－1997年，人物設定）
- SD鋼彈 G世代（1998年，cut in原畫）
- 機動戰士鋼彈 基連的野望 吉翁的系譜（日语：機動戦士ガンダム ギレンの野望）（2000年，cut in原畫）

### 書籍
- 冒海！（金の星社（日语：金之星社） 1984年，負責插圖）

## 外部連結
- （日語）－土器手司的官方個人網站。
- 巨神GORG Web （页面存档备份，存于） （日語）－土器手司的期間限定官方網站。本網站亦有發表由土器親筆繪製的插圖。